# Tomas Ramelis
Tomas Ramelis (ur. 28 maja 1971 w Wilnie) – litewski piłkarz występujący na pozycji napastnika.
Ramelis swoją profesjonalną karierę rozpoczął w Žalgirisie Wilno. Już w pierwszym sezonie gry strzelił 6 bramek występując w 12 meczach. W następnym sezonie reprezentował barwy lokalnego rywala Žalgirisu, klubu Panerys Wilno. W trakcie dwóch lat gry w tym zespole zdobył 17 goli. W 1992 roku wyjechał do Niemiec, gdzie przez 4 sezony grał w 1. FSV Schwerin. W 1996 roku powrócił do ojczyzny, do swojego pierwotnego klubu. Spędził w nim kolejne 1,5 sezonu. Zdążył w tym czasie zagrać 23 razy i strzelić 10 bramek. Wywalczył wówczas również puchar kraju. Na wiosnę 1998 roku zaliczył epizod w belgijskim Royalu Antwerp FC. Jesienią powrócił do Žalgirisu, gdzie strzelając 1 bramkę przyczynił się do zdobycia mistrzostwa kraju przez ten klub. W tym samym sezonie udał się do Polski, gdzie rozpoczął występy w Stomilu Olsztyn. Grał w Polsce do końca swojej kariery, czyli do 2000 roku. W Stomilu zdobył 8 bramek.